# Уестморленд (град, Калифорния)
Уестморленд (на английски: Westmorland) е град в окръг Импириъл, щата Калифорния, САЩ. Уестморленд е с население от 2284 жители (по приблизителна оценка от 2017 г.) и обща площ от 1 km². Намира се на -49 m надморска височина. ЗИП кодовете му са 92281, а телефонният му код е 760.